# Magurka (996 m)
Magurka (słow. Magurka, 996 m), Magura – szczyt w Grupie Oszusa w Beskidzie Żywiecko-Kisuckim (na Słowacji są to Beskidy Orawskie).
Magurka znajduje się pomiędzy przełęczą Glinka i szczytem Piętkula w głównym grzbiecie Beskidu Żywiecko-Orawskiego, którym biegnie granica polsko-słowacka oraz Wielki Europejski Dział Wodny. Jest to mało wybitny szczyt, od słowackiej strony praktycznie nie odróżniający się od grzbietu. Z jego południowych (słowackich) stoków spływają źródłowe potoki Klinianki, dolina po północno-zachodniej (polskiej) stronie spływa potok Glinka. Magurka jest porośnięta lasem. Słowackie stoki Magury należą do miejscowości Novoť, polskie znajdują się w granicach miejscowości Glinka w województwie śląskim, w powiecie żywieckim, w gminie Ujsoły.
Przez szczyt Magurki prowadzi słowacki szlak graniczny.

## Szlaki turystyczne
słowacki szlak graniczny